# Ibrahim Babangida
Ibrahim Badamasi Babangida, znany także pod akronimem: IBB (ur. 17 sierpnia 1941 w Minnie) – nigeryjski polityk i wojskowy, zwierzchnik armii i głowa państwa (1985-93).

## Życiorys

### Kariera wojskowa
Uczestnik konfliktu biafrańskiego (1967-70), uzyskał w 1983 stopień generała-majora. W tym samym roku brał udział w obaleniu prezydenta Shehu Shagariego. W l. 1984-85 był szefem sztabu armii nigeryjskiej.

### Prezydentura
W bezkrwawym zamachu stanu Babangida obalił prezydenta Buhariego i ogłosił się prezydentem. W 1989 wprowadził pluralizm polityczny, jednak rząd nigeryjski nie wyraził zgody na uznanie byłych stowarzyszeń politycznych za partie. Zamiast nich powstały podległe mu lewicowa Partia Socjaldemokratyczna i prawicowa Krajowa Konwencja Republikańska. 22 kwietnia 1990 miał miejsce nieudany zamach stanu młodych oficerów przeciw niemu. W tym samym roku zabronił byłym i obecnym urzędnikom kierownictwa w administracji cywilnej (zakaz zniesiono w 1993). W latach 1991–1992 przewodniczył Organizacji Jedności Afrykańskiej. W 1990 zgodził się na interwencję wojsk nigeryjskiej w liberyjskiej wojnie domowej. Jego popularność spadła, gdy, w celu utrzymania swego rządu, anulował wybory prezydenckie z 12 czerwca 1992, które wygrał Moshood Abiola z Partii Socjaldemokratycznej. Podał się do dymisji w wyniku zamieszek.

### Życie prywatne
Pochodzi z grupy etnicznej Gwari. Jest synem nauczyciela Muhammadu i Aishatu Babangidów. Z żoną Hajiyą Maryam King (1948-2009) miał dwóch synów (Muhammadu i Aminu) i dwie córki (Aishatu i Halimatu). Wyznaje islam.